# Lithotrya dorsalis
Lithotrya dorsalis is een rankpootkreeftensoort uit de familie van de Scalpellidae. De wetenschappelijke naam van de soort is voor het eerst geldig gepubliceerd in 1786 door Ellis & Solander.